# Port Orchard
Port Orchard – miasto (city), ośrodek administracyjny hrabstwa Kitsap, w zachodniej części stanu Waszyngton, w Stanach Zjednoczonych, położone na półwyspie Kitsap. W 2010 roku miasto liczyło 12 959 mieszkańców.
Miasto założone zostało w 1890 roku, początkowo nosząc nazwę Sidney.